# Blitzlicht-Methode
Die Blitzlicht-Methode, teilweise auch Runde genannt, ist eine Methode, die in der Erwachsenenbildung zur Verbesserung der Kommunikation in Lerngruppen entwickelt wurde. Sie kann entweder verwendet werden, um schnell eine Meinung zu einem Thema von jedem Unterrichtsteilnehmer zu bekommen, oder um eine kurze Zwischenevaluation durchzuführen.
Sie kann zu Beginn, während oder am Ende einer Lerneinheit eingesetzt werden. Jeder Teilnehmer äußert sich reihum kurz in Form von einem bis zwei Sätzen zu der gestellten Frage. (z. B.: Was gefällt mir bis jetzt?) Dabei sollte die Ich-Botschaft verwendet werden (z. B.: Ich finde es gut, dass wir über Theorie reden.). Alle anderen Teilnehmer sind während der Äußerung nur Zuhörer, es dürfen lediglich Verständnisfragen gestellt werden.
Hat jeder etwas gesagt, kann über die angesprochenen Probleme diskutiert werden und darüber, was man im Verlauf der Lerneinheit ändern kann.

## Kritik
Kritisch ist, wenn Teilnehmer, die sich noch nicht kennen, anfangs gezwungen sind, etwas zu sagen und sich nicht auf die Äußerungen der anderen Teilnehmer konzentrieren können, weil sie zu sehr damit beschäftigt sind, innerlich vorzubereiten, was sie selbst sagen wollen. Die Blitzlicht-Methode wird als mentalisierungshemmend angesehen, da die Teilnehmer unter dem Druck, etwas zu reden dazu verführt würden, sich dem Vorredner anzuschließen.